# Japan Expo
Japan Expo（ジャパン エキスポ）は、JTS Groupの主催により、2000年からフランスのパリやマルセイユ、アメリカ合衆国サンマテオなどにて開催している日本文化の総合博覧会である。

## 概説
漫画・アニメ・ゲーム・音楽などの大衆文化や書道・武道・茶道・折り紙などの伝統文化を含む日本の文化をテーマとしている。同人誌ブースやコスプレイベントもあるものの、実際は企業中心の展示でフランスの各漫画出版社、DVDやグッズ販売会社、大手漫画喫茶、ゲームメーカー、ビジュアル系などの日本の音楽CDの輸入会社などが出展しており、漫画家のサイン会なども催されている。他に日本文化紹介コーナーとして囲碁将棋や模擬縁日、日本の伝統スポーツや武道・書道などの体験コーナーもある。同人ブースには現地のフランス人グループの他、日本から持込で参加している人達なども見られる。
開催規模は、2013年の出展者数は世界16の国から713社（うち日本からは80社）、会期中のゲストは200名、ライブハウスでは18本のライブが行われ、ファッションショーは10回実施されるなど、大規模に開催されている。2024年時点ではフランスで3番目に集客数の多いイベントとなっている。
日本国政府も連携しており、外務省は2009年にジャパンエキスポを世界最大規模の日本ポップカルチャーイベントであるとして経済産業省、観光庁とともに、この機会を最大限活用するため、相互に連携しつつそれぞれの強みを活かした出展を通じて日本のソフトパワーを発揮するとして参加しており、ヨーロッパで日本文化を普及させた功績を称えてジャパンエキスポに外務大臣賞を授与した。
2013年には、日本企業が参集するエリアが日本政府の支援も得て設置されて、フランスのビジネス関係者向けイベントも開催され出展日本企業の紹介がされた。同エリアでの広報活動は、日本政府による「プロモーション助成事業」の助成対象であり、日本政府のクールジャパン戦略に資するコンテンツのプロモーション活動費の半分を、映像産業振興機構ジャパン・コンテンツ海外展開事務局（J-LOP）を通じて経済産業省が補助している。日本の地方自治体も観光誘致のためのブースを出展し、ゆるキャラなどのコンテンツを活用する試みが行われた。 日本からの出展については、商業ベースの日本窓口をトーハンが取り仕切っている。
ジャパンエキスポは毎年コミコン（Comic Con、アメリカの漫画（アメリカン・コミックス）やSF・ファンタジー作品などを扱うイベント）と共同開催されているが、2014年はジャパンエキスポの単独開催であった。
2020年はCOVID-19への対策から中止され、2021年に延期されている。
2025年は同年に日本の大阪府内で行われる2025年日本国際博覧会でも開催する予定。

## 歴史
ジャパンエキスポ以前にもフランスでは日本のアニメやマンガ関係のイベントが行なわれていたが、日本の文化そのものを取り扱うイベントはなかった。このことに不満を持っていたジャン＝フランソワ・デュフール、サンドリーヌ＝デュフール、トマ・シルデの3名によって伝統的な部分も含め、日本のすべてを紹介するイベントとして始められた。第1回目は1999年にパリ・ビジネス高等学院 (Institut supérieur du commerce de Paris) のガレージで開催され、来場者は約3千人だった。

## 略歴
- 2000年、フランス人の手によって企画され始まった。
- 2008年より、ラフォーレ原宿がファッションショーを開催。2009年には、日本からMEGが出演している。
- 2011年に経済産業省が楽天と組み15の出展企業とイベント用ステージを備えた「Village Japon（日本村）」を出展。

## 会場
パリ・ノール・ヴィルパント展示会場（ヴィルパント）
- パリ中心部よりRER B線で20分。シャルル・ド・ゴール国際空港第1ターミナル駅より3分の隣駅。
- RER B線 Parc des Expositions 駅に隣接する国際展示場

## 入場者統計および開催概要
| 回数   | 開催期間               | 入場者数（概数） | 日本からの主なゲスト |
| ------ | ---------------------- | ---------------- | --- |
| 第1回  | 2000年6月              | 3,200人          | |
| 第2回  | 2000年12月             | 8,000人          | |
| 第3回  | 2001年7月              | 12,000人         | |
| 第4回  | 2002年7月              | 21,000人         | 秋元奈美、弐瓶勉 |
| 第5回  | 2003年7月4 - 6日       | 29,000人         | 岡迫亘弘、後藤圭二、坂元亮介 |
| 第6回  | 2004年7月2 - 4日       | 41,000人         | 桂正和 |
| 第7回  | 2006年7月7 - 9日       | 56,000人*        | 大和田秀樹、志水アキ、もりしげ、Plastic Tree |
| 第8回  | 2007年7月6 - 8日       | 81,000人         | YOSHIKI、GARI、水木一郎、香奈、北出菜奈、坂口博信、武井宏之、水野純子、HALCALI |
| 第9回  | 2008年7月3 - 6日       | 130,000人        | 出渕裕、大暮維人、小畑健、小池一夫、貞本義行、筒井哲也、永井豪、平野耕太、水城せとな、雅-MIYAVI-、AciD FLavoR、Aoi、BETTA FLASH、CATSUOMATICDEATH、Jelly Beans、Lost Color People、Machine、Ra:IN、SCANDAL |
| 第10回 | 2009年7月2 - 5日       | 164,000人        | AKB48、GARI、PUFFY、Aoi、MEG、赤井孝美、壱村仁、恩田快人、CLAMP、佐藤大、高田明美、高屋奈月、竹内順子、谷口守泰、牧野由依、分島花音、渡辺信一郎、School Food Punishment、Vistlip |
| 第11回 | 2010年7月1 - 4日       | 182,000人        | 麻生夏子、岩垂徳行、桂正和、加藤和恵、香奈、菅野文、小島秀夫、こだま兼嗣、田中弘道、中原杏、北条司、真島ヒロ、望月淳、モーニング娘。、聖飢魔II、Toshl、YOSHIKI、ViViD |
| 第12回 | 2011年6月30日 - 7月3日 | 192,000人        | いがらしゆみこ、山岡晃、結城信輝、HANGRY&ANGRY-f、LAZYgunsBRISKY、May'n、MEG、X JAPAN、ゴールデンボンバー、LIGHTNING、ぱすぽ☆ |
| 第13回 | 2012年7月5 - 8日       | 208,000人        | アイドリング!!!、稲船敬二、浦沢直樹、きゃりーぱみゅぱみゅ、田中公平、美樹本晴彦、FLOW、Hemenway、MAN WITH A MISSION、ももいろクローバーZ |
| 第14回 | 2013年7月4 - 7日       | 232,876人        | くまモン、織田綺、河森正治、小梅けいと、原哲夫、河島アナム、アーバンギャルド、でんぱ組.inc、ナイトメア、明和電機、angela、℃-ute、DEATHGAZE、Dear Loving、J☆Dee'Z、KAO=S、Kylee、May'n |
| 第15回 | 2014年7月2日 - 6日     | 240,000人        | YOSHIKI、Berryz工房、℃-ute、宮本茂、池野大悟、まつもと泉、高坂希太郎、中川翔子、乃木坂46、和楽器バンド、月宵、藤原カムイ、ふなっしー、岩元辰郎、寶船、ウルティモ・ドラゴン、1000say、A for-Real、Glowlamp、Gacharic Spin、Kalafina、KASSTRICK BACTERIA、LOKA、NoGoD、Rhythmic Toy World、malca、moumoon、ORANGE PORT、くまモン |
| 第16回 | 2015年7月2日 - 5日     | 247,473人        | 宮本茂、手塚卓志、坂口翼、藍井エイル、はるな愛、井上あずみ、でんぱ組.inc、柊りお、伊勢大貴、黒石ひとみ、みちのく仙台ORI☆姫隊、寶船、ピンク・ベイビーズ、高梨康治 & 刃-yaiba-、VAMPS、BACK-ON、BASEBALL☆GIRLS、ChawChaw、ILU GRACE、JAGMO、Luce Twinkle Wink☆、Neko Light Orchestra、ORANGE PORT、ONE NOT’E、K-ble Jungle、UMI☆KUUN、くまモン、偉伝或 |
| 第17回 | 2016年7月7日 - 10日    | 234,852人        | 増田順一、真島ヒロ、影山ヒロノブ、ベイビーレイズJAPAN、寶船、小林早織、金野貴明、繭子、ユイガドクソン、シオカラーズ、ゼーゼーハーハー、Cheeky Parade、JAGMO、MAN WITH A MISSION、Psycho le Cemu, Rise of The Northstar、ROA、くまモン、MICO MAI、紗月（祇園甲部芸妓）、茉利佳（祇園甲部舞妓） |
| 第18回 | 2017年7月6日 - 9日     | 238,241人        | 青沼英二、滝沢悟、中野祐輔、神山健治、櫻井圭記、松本梨香、湯山邦彦、山田涼介、本田翼、曽利文彦、YOSHIKI、寶船、わーすた、虹のコンキスタドール、杏仁ショーケストラ、カミツキ、虎の子ラミー、柏木由紀、刀剣男士、鉄拳、BREAK THROUGH、EPIC STAR、kukatachii、MAGIC OF LiFE、MONOEYES、notall、suga/es、THE HOOPERS、UMI☆KUUN、KUNI-KEN、くまモン |
| 第19回 | 2018年7月5日 - 8日     | 243,864人        | TRF、寺沢武一、糸井重里、渡辺信一郎、羽原信義、大久保篤、川元利浩、山根公利、新川宗平、小田泰之、佐藤大輔、黒田崇矢、小嶋慎太郎、高橋真志、西木康智、ピコ太郎、岩佐美咲、寶船、有坂愛海、高橋洋子、小林未郁、當山みれい、まねきケチャ、ミウラアイム、ミステル・カカオ、+A、callme、BANZAI JAPAN、CRYSTAL LAKE、=LOVE、LUV K RAFT、Neko Light Orchestra、TERCERA TRAPs、THE SIXTH LIE、くまモン                                                                          |
| 第20回 | 2019年7月4日 - 7日     | TBA              | YOSHIKI、永井豪、松本零士、富野由悠季、有賀リエ、坂本憲司郎、タカキツヨシ、超電子バイオマン（阪本良介、太田直人、大須賀昭人、田中澄子、牧野美千子、新堀和男）、大塚愛、天勢いづる、平野綾、小林未郁、Task have Fun、THE SIXTH LIE、ILU GRACE、CASPA、Kaien、IRON ATTACK!、VM5、We=MUKASHIBANASHI、フレフレ男子、佐田奏生、なつみゆず、黒田鈴尊、石本美帆、高橋雅芳、寶船、剱伎衆かむゐ、東京浅草剣舞会エッジ、刀屋壱、紺夜、太鼓衆龍月、我無沙羅、舞姫、KIRIE、くまモン |

（なお2013年の来場人数は23万人。2013年8月15日CX放送魁！音楽番付EIGHT内ナイトメア密着ドキュメントより）
- うち、有料参加者数5万人[14]

2005年は来場者が予定より多く会場の許容人数を超えていたので、安全を考慮し中止になった。
- 年齢
  - 0-14歳：23%
  - 15-24歳：46%
  - 25-39歳：19%
  - 40歳以上：12%
- 入場者の居住地域
  - イル＝ド＝フランス地域圏（フランス首都圏）：43%
  - その他フランス：30%
  - （フランス語圏をふくむ隣接国である）ベルギーおよびスイス：22%
  - その他の国より：5%

## 日本以外の出展
ジャパンエキスポには、日本以外からの出展や、日本とはあまり関連のないブースも参加している。特に韓国からは積極的な参加がみられる（後述）。2014年にはタイ・バンコクでアニメグッズ（日本のアニメを含む）の小売店を営む台湾の臺灣可思文化社（TAIWAN COS CULTURE CO） も参加している。
アメリカのコカ・コーラ社は、2011年に参加している。2013年からはコカ・コーラ社のフランス法人が提供する「コカ・コーラ ゼロ・ゲーミング」 を運営するフランスのメルティ社も、日本のゲームをプレイできるブースを出展している。
ガジェット通信によれば、2012年には太極旗を掲げた韓国ブースが複数出展され、K-POP関連商品などの販売と同時に、日本の国旗も掲げて日本のアーティストや「初音ミク」「ハローキティ」といった日本のキャラクター関連商品（非公式な商品を含む）などが販売されているとしている。また、「HANURI INSTITUT COREEN」という韓国語研究所による韓国語講習のスケジュール紹介宣伝展示もあった。記者によると、「一度日本に行ってみたい、日本なら東京と韓国に行きたいですね！」と来場者が韓国を日本の一部の地域と誤解している例もあったという。

## 日本文化以外の出展

### フランス
ジャパンエキスポの開催国フランスの漫画（バンドデシネ）は、公式ポスターをフランス人バンドデシネ作家のオロールが担当する など、ジャパンエキスポに深く関わっており、ジャパンエキスポではフランスのバンドデシネ作家によるサイン会も連日開催されている。（日本から招待された漫画家が参加することもある）。2008年には、日本の漫画界にも多大な影響を与えたバンド・デシネ作家の巨匠メビウスことジャン・ジロー がゲストとして参加している ほか、フランスのロールプレイング協会なども出展している。

### 韓国
2004年から2009年時点まで、JAPAN EXPOに参加したフランスの韓国漫画出版社は、フランスの主催者が招聘した公式ゲストとは別に、一出展者として韓国人漫画家を招聘している。このうち2006年には、フランスの主催者に招聘された公式ゲストの日本の漫画家8人を上回る11人の韓国人漫画家が招聘され、当初JAPAN EXPOの日本代理店を務めているユーロジャパンコミックの日本公式サイトでは、「日本からのゲスト」「中国からのゲスト」「韓国からのゲスト」「フランスのゲスト」と公式/非公式の区別なく同列に表記されていたため、「ジャパンエキスポ」という名前にもかかわらず韓国からのゲスト作家が多いのではとの指摘が相次ぎ、後に同年8月ユーロジャパンコミックは同サイト上に、公式ゲストは日本のゲストのみであり、あたかも韓国のゲストも公式ゲストであると混同されるような表記で説明不足であったというお詫びの文を掲載している。
山田五郎は、2011年にTBSラジオ『荒川強啓 デイ・キャッチ!』に出演した際に、先述の2006年のゲストの件に対して、なぜか韓国側からは抗議があったと主張している。2011年には剣道の韓国起源説を主張している韓国の海東剣道（Haidong Gumdo）の団体が出展すると発表されていたが、日本側の抗議によりいつのまにか取り消されたとも主張している。山田は、韓国コンテンツ振興院がブースを出して韓国の漫画やK-POPを国家ぐるみで大々的に宣伝していると主張し、テレビや家電の市場が韓国に持って行かれたことを挙げて、日本のカルチャーも韓国によって同様に市場を持って行かれないかと危惧した。ネットメディアのロケットニュース24はこの山田の主張を報じたうえで、「確かに日本国内でも韓流スターたちの人気をテレビで毎日のように報じているが、それに違和感を感じている人たちも少なくない。もしかすると、このまま何もしなければ日本の固有文化が韓国に奪われてしまう日も、そう遠くないのかもしれない。」と伝えた。またJ-CASTニュースによると山田は同番組で、会場の入り口に韓国の太極旗が勝手に飾られ、取り外そうとしたら揉めたことがあったと主張した。東亜日報は、「日평론가 “한국, 日문화 인기에 편승해 한류 장사”」（日評論家“韓国、日文化人気に便乗して韓流商売”）という記事で、ジャパンエキスポでは韓国コンテンツ振興院が2010年から韓国漫画作家・作品などを紹介していると報じて、前述の山田が放送で主張した内容と、韓国コンテンツ振興院の関係者の「ジャパンエキスポに用意した展示館では韓国漫画関連コンテンツ情報だけ展示した」として（2010年、2011年に韓国コンテンツ振興院が）韓流ドラマやK-POPを紹介したという山田の主張は事実無根という反論を伝え、この関係者の「タイトルがジャパンエキスポになっているが、この行事は漫画、アニメーション コンテンツを主に紹介する展示会」と「日本側で事実を歪曲して誇張したこと」という主張も伝えた。中央日報によると2011年、ドラマコンテンツとして「シークレットガーデン」と「ドリームハイ」が紹介された。ジャパンエキスポのホームページに入ると韓流があふれており、韓国の人気ドラマ・漫画など多くの韓流コンテンツが登場したことから、日本国内では不満が強まっているとして、「韓国が政府主導で文化を世界に知らせようと努力する間、日本政府は何をしているのか」という批判もあることや、前述の山田の主張のJ-CAST記事を引用して伝えた。

## 賞
アニメや漫画を対象とした賞「ジャパンエキスポアワード」を開催している。